# نتو ۳۱۷۵
سیارک ۳۱۷۵ (به انگلیسی: 3175 Netto، نامگذاری:1979YP) سه هزار و صد و هفتاد و پنجمین سیارک کشف شده‌است که در ۱۶ دسامبر ۱۹۷۹ کشف شد.
قدر مطلق سیارک برابر ۱۴٫۱۰ است.